# 日置町 (山口県)
日置町（へきちょう）は、山口県の北西部、大津郡にあった町である。中世に畿内で官人などに見られる日置氏はこの地名に由来すると言われている。
2005年3月22日に長門市と合併し、消滅した。

## 歴史
- 1889年（明治22年）4月1日 - 町村制の施行により、日置上村・日置中村・日置下村・野田村・蔵小田村の区域をもって日置村が発足。
- 1954年（昭和29年）5月1日 - 大字蔵小田の一部が油谷町の一部となる。
- 1978年（昭和53年）4月1日 - 日置村が町制施行して日置町となる。
- 2005年（平成17年）3月22日 - 長門市・三隅町・油谷町と合併し、改めて長門市が発足。同日日置町廃止。

## 教育
- 日置小学校
- 神田小学校
- 日置中学校
- 山口県立日置農業高等学校

## 政治
1929年に刊行された『郷土の誇り 山口県々勢 第3輯』によれば村長、助役、村会議員は以下の通り。
村長
- 浴野完[1]

助役
- 兒玉八郎[1]

村会議員

| - 川崎幸太郎 - 長谷川廣三郎 - 江原梅太郎 - 上野要蔵 - 磯部周蔵 - 藤野與太郎 - 小倉仙熊 | - 小林歌之輔 - 大永與右衛門 - 永松昇作 - 江原眞造 - 上野定一 - 永岡五郎太郎 （欠員2名） |

## 人口
1929年に刊行された『郷土の誇り 山口県々勢 第3輯』によれば、戸数1642、人口7994。

## 産業
漁業・農業を中心とした第一次産業が中心である。

### 農業
『大日本篤農家名鑑』によれば、日置村の篤農家は「南野市太郎、松尾浅吉、沖原敲月、児玉秀之進、石合野鐡蔵、末永松太郎、中村鐡之助、江原慶蔵、松岡松治郎、東永秀一、上野半二郎」などがいた。

### 漁業
漁港として黄波戸漁港がある。日置町の中でも黄波戸地区は漁業を中心とした経済基盤で成り立っている。特にイカやウニは、隣接する油谷町、長門市と同様、名産である。

## 交通

### 鉄道
- 西日本旅客鉄道
  - 山陰本線
    - 黄波戸駅 - 長門古市駅

### 道路
- 一般国道
  - 国道191号
- 主要地方道
  - 山口県道66号長門油谷線
- 一般県道
  - 山口県道281号俵山長門古市停車場線
  - 山口県道286号日置上油谷線

## 出身者
- 安倍寛 - 元日置村長[3]、元衆議院議員（日本進歩党）。安倍晋太郎元衆議院議員の父。内閣総理大臣を務めた安倍晋三衆議院議員、岸信夫参議院議員の祖父。
- 大西倉雄 - 長門市長。
- 江原達也 - 長門市長。
- 長谷川閑史 - 元武田薬品工業代表取締役社長。